# Elatostema viridescens
Elatostema viridescens là loài thực vật có hoa trong họ Tầm ma. Loài này được Elmer mô tả khoa học đầu tiên năm 1908.